# Beila (köpinghuvudort i Kina, Tibet Autonomous Region, lat 31,40, long 90,83)
Beila (kinesiska: 北拉, 北拉镇) är en köpinghuvudort i Kina. Den ligger i den autonoma regionen Tibet, i den sydvästra delen av landet, omkring 200 kilometer norr om regionhuvudstaden Lhasa. Antalet invånare är 4 656. Befolkningen består av 2 373 kvinnor och 2 283 män. Barn under 15 år utgör 29,0 %, vuxna 15-64 år 65 %, och äldre över 65 år 5,0 %.
Trakten runt Beila är nära nog obefolkad, med mindre än två invånare per kvadratkilometer. Det finns inga andra samhällen i närheten. Trakten runt Beila består i huvudsak av gräsmarker.